# San Vincenzo
Pour les articles homonymes, voir San Vincenzo (homonymie).
San Vincenzo est une commune de la province de Livourne dans la région Toscane en Italie.

## Géographie
San Vincenzo est situé sur la mer de Ligurie, dans la partie côtière au sud de Livourne, qui prend le nom de Côte des Étrusques et qui s'étend de la capitale jusqu'à Piombino. Située dans la Maremme, elle est bordée au nord par la commune de Castagneto Carducci et au sud par le parc côtier de Rimigliano et la commune de Piombino.

## Histoire
Des études anciennes ont révélé que San Vincenzo était habité depuis l'Antiquité ; en effet, les premières traces de présence humaine remontent à la période du paléolithique, favorisée par la position entre les Collines Métallifères et les rivières Cecina et Cornia.
La position stratégique de la ville n'a pas échappé aux Étrusques, qui l'ont peuplé intensément, tant pour sa proximité avec Populonia, connue à l'époque sous le nom de Lucumonia, que pour la présence de minéraux et de grandes forêts, entre le IXe  et le Ve siècle av. J.-C.. Elle fut en fait le centre d'une intense activité minière.
Par la suite, elle fut conquise par les Romains , qui la traversèrent par la Via Aurelia et y construisirent très probablement un village et un débarcadère.

### Monuments et lieux d'intérêt
- Église de San Vincenzo Ferrer (XIXe siècle)
- Parc naturel côtier de Rimigliano
- Tour de San Vincenzo (XIIIe siècle)
- Torre Vecchia (XIIe siècle-XVIe siècle)

## Administration
| Période                                  | Période  | Identité      | Étiquette | Qualité |
| ---------------------------------------- | -------- | ------------- | --------- | ------- |
| 14 juin 2004                             | En cours | Michele Biagi |           |         |
| Les données manquantes sont à compléter. |          |               |           |         |

### Hameaux
San Carlo

### Communes limitrophes
Campiglia Marittima, Castagneto Carducci, Piombino, Suvereto

## Jumelages
Saint-Maximin-la-Sainte-Baume (Var) (France), depuis 1999.

## Galerie de photos

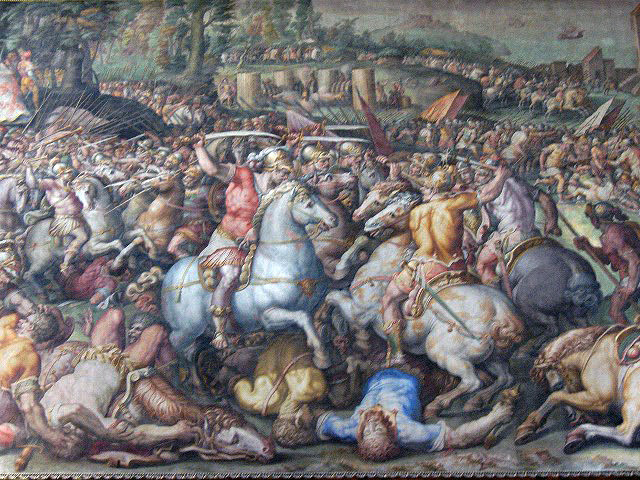
La sconfitta dei pisani alla torre di San Vincenzo de Vasari.

La Défaite des Pisans à la Torre di San Vincenzo marque la suprématie de Florence sur la Toscane. Sujet de la fresque peinte par Giorgio Vasari, elle décore au Palazzo Vecchio la salle d'honneur des Cinq cents magistrats régnant conjointement sur la ploutocratie florentine, qui va émerger en tant que foyer culturel et financier incontournable dans les deux siècles qui suivent le Trecento, à l'échelon européen.